# Oxögat (Romelanda socken, Bohuslän, 643586-127580)
Oxögat eller Södra Oxögat är en sjö i Kungälvs kommun i Bohuslän och ingår i Göta älv-Bäveåns kustområde. Oxögat ligger i Svartedalen Natura 2000-område. Sjön är 2,5 meter djup, har en yta på 0,005 kvadratkilometer och befinner sig 151,9 meter över havet.

## Bilder

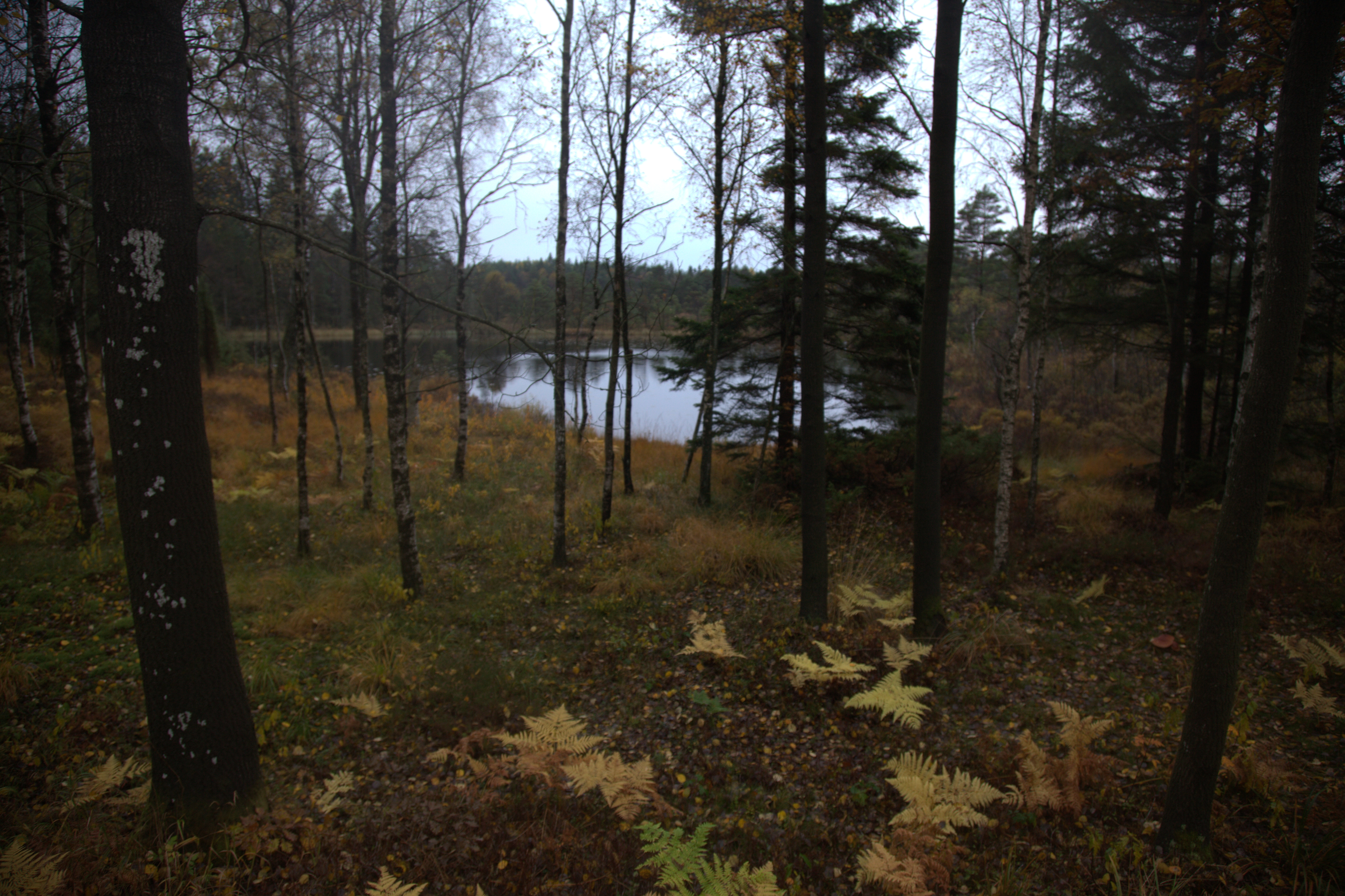
Sjön sedd från vägen.
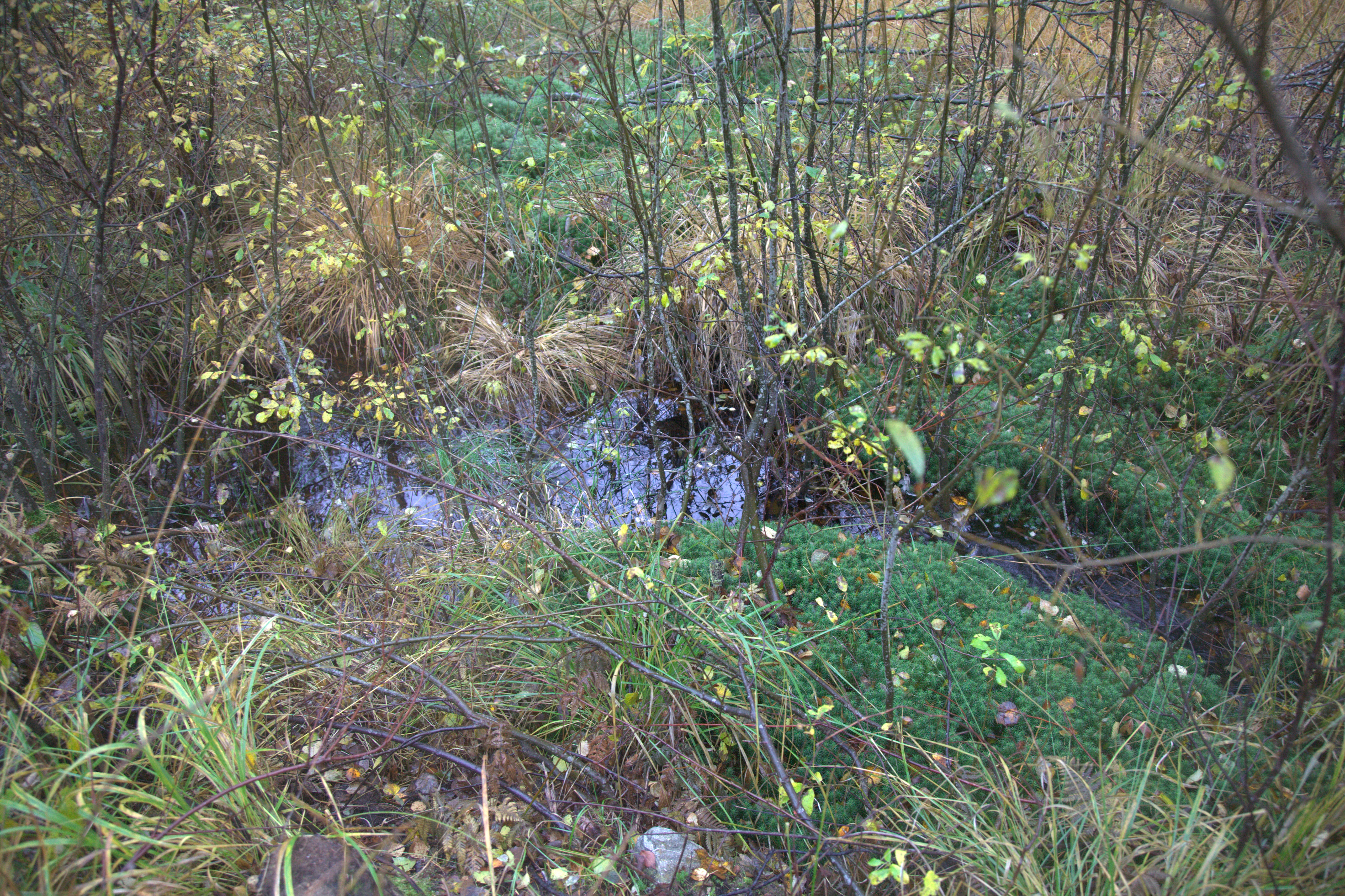
Utloppet från sjön.